# Biuletyn Prac Stypendystów Krajowego Funduszu na rzecz Dzieci
Biuletyn Prac Stypendystów Krajowego Funduszu na rzecz Dzieci – rocznik w którym były publikowane prace naukowe i popularnonaukowe stypendystów i podopiecznych Krajowego Funduszu na rzecz Dzieci. Pismo ukazywało się w latach w 1988–2002 (ostatni rocznik za rok 2000)